# نايف بن سعود بن عبد العزيز آل سعود
الأمير نايف بن سعود بن عبد العزيز آل سعود الأبن الثامن عشر من أبناء الملك سعود بن عبد العزيز آل سعود، ولد في مدينة الرياض عام 1363 هـ / 1943 ووالدته هي الأميرة الجوهرة بنت تركي بن أحمد السديري.

## حياته ودراسته
ترعرع الأمير نايف بن سعود بن عبد العزيز آل سعود  مع الملك سعود ووالدته الأميرة الجوهرة بنت تركي بن أحمد السديري
غادر المملكة إلى بريطانيا للدراسة الجامعية ثم تخرج بدرجة بكالوريوس

## حياته المهنية
رجل أعمال  

## أسرته
متزوج من الأميرة هيفاء بنت محمد الجريس الدوسري وله من الأبناء:
- الأمير سعود بن نايف بن سعود بن عبد العزيز آل سعود.
- الأمير فهد بن نايف بن سعود بن عبد العزيز آل سعود، متزوج من الأميرة سارة الجريس وله من الأبناء الأميرة نورة والأميرة هيفا
- الأمير سلطان بن نايف بن سعود بن عبد العزيز آل سعود.
- الأمير أحمد بن نايف بن سعود بن عبد العزيز آل سعود، متزوج من الأميره سارة بنت المنتصر بن سعود بن عبد العزيز آل سعود وله من الأبناء الأمير نايف ، متزوج من الأميره مها العجاجي
- الأميرة الجوهرة بنت نايف بن سعود بن عبد العزيز آل سعود، متزوجة من الأمير عبد العزيز بن عبد الله بن جلوي آل سعود.
- الأميرة سارة بنت نايف بن سعود بن عبدالعزيز آل سعود متزوجة من الأمير فهد بن سلطان بن فهد آل سعود
- الأمير عبد العزيز بن نايف بن سعود بن عبد العزيز آل سعود.